# Rozwiązanie hiszpańskie

Rozwiązanie hiszpańskie: schemat

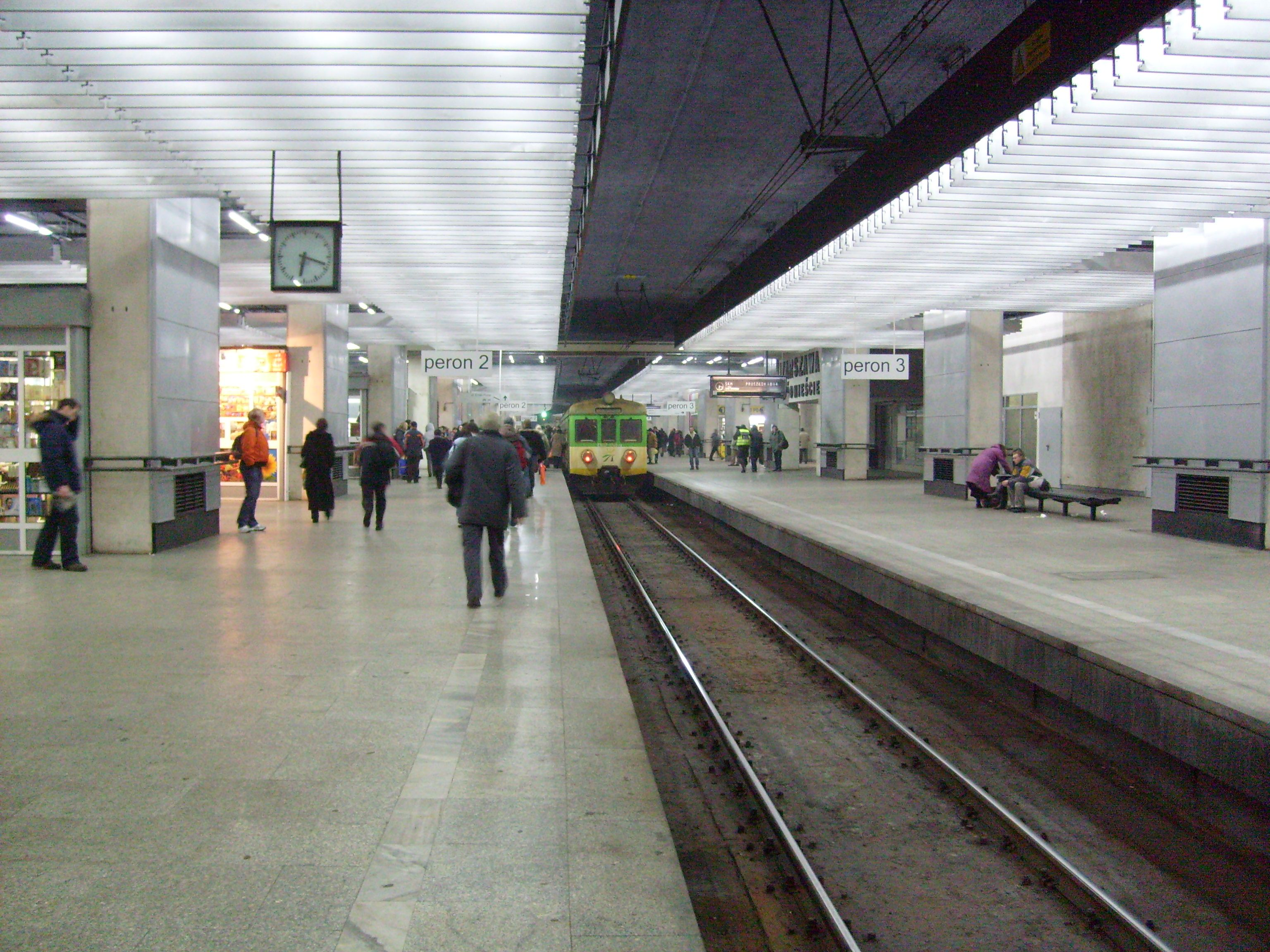
Rozwiązanie hiszpańskie: dworzec Warszawa Śródmieście

Rozwiązanie hiszpańskie (inaczej rozwiązanie barcelońskie) – sposób rozplanowania przestrzennego peronów na stacjach kolejowych i stacjach metra, polegający na umiejscowieniu peronów z obu stron toru, umożliwiając w ten sposób wysiadanie i wsiadanie do pociągu z obu jego stron.

## Opis
Wykorzystanie takiego układu znacząco przyspiesza wymianę pasażerów. Podróżujący mogą być zobligowani do wsiadania z jednej, a wysiadania z drugiej strony pociągu. Najczęściej spotyka się trzy perony (jeden wyspowy i dwa boczne) obsługujące dwa tory prowadzące w przeciwnych kierunkach.
Po raz pierwszy w Europie wykorzystano to rozwiązanie w metrze w Barcelonie w Hiszpanii (stąd nazwa) w latach 30. XX wieku. Znacznie wcześniej (1913) w tym układzie powstała stacja Chambers Street metra nowojorskiego.
Rozwiązanie hiszpańskie jest zastosowane na stacji Warszawa Śródmieście, przy czym obecnie nie wyodrębnia się peronów tylko dla wsiadających i wysiadających. Do remontu w 2006 roku widoczne były napisy informujące, że dany peron jest przeznaczony tylko dla wsiadających lub wysiadających. Były one jednak całkowicie ignorowane przez praktycznie wszystkich pasażerów, a za łamanie tych zasad nie groziły żadne sankcje. Po remoncie postanowiono nie umieszczać ponownie tych napisów.